# Amerikansk hjejle
Amerikansk tundrahjejle eller Amerikansk hjejle (Pluvialis dominica) er en fugleart i slægten hjejler under familien brokfugle. Den er som navnet antyder hovedsageligt udbredt i Nordamerika, men findes af og til i Europa. Den er nu med sikkerhed set i Danmark på Fyn i maj 2018.